# 华尔康
华尔康（1983年1月12日—），是中国足球运动员，司职后卫，曾经入选过中国国青队，目前属于浙江绿城，但是并未进入一线名单。